# Ford Squire

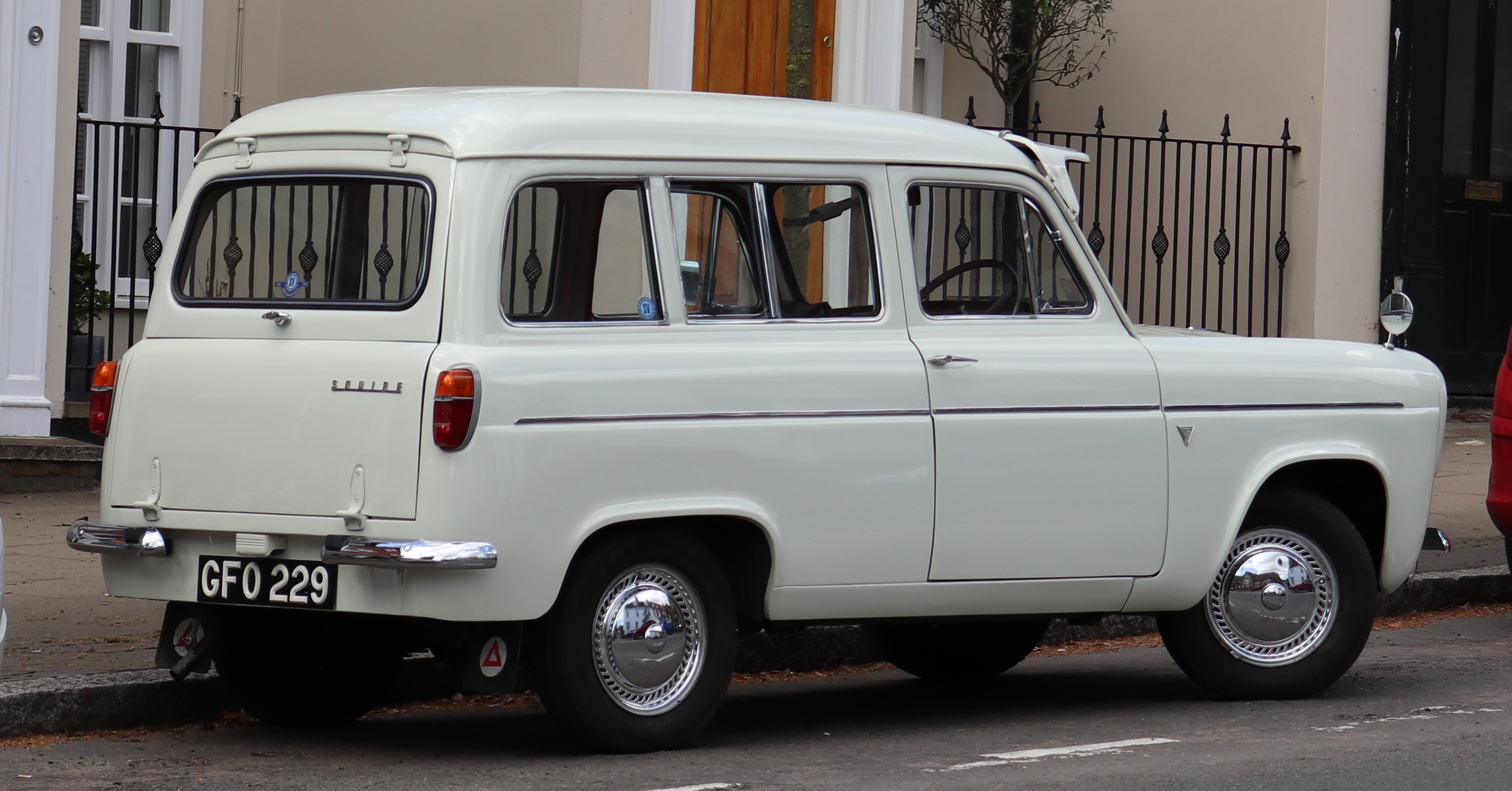
Vue arrière

La Ford Squire est une voiture produite par Ford Royaume-Uni de 1955 à 1959.
Il s'agissait d'un break deux portes et quatre places, lié à la Ford Prefect 100E berline quatre portes, partageant le même moteur à soupapes latérales de 36 ch (27 kW) et 1 172 cm3 (71,5 pouces cubes) de Ford, d'autres pièces et la même garniture intérieure. Il était nettement plus court que la Prefect et la Ford Anglia 100E berline deux portes étroitement apparentée. Il utilisait les courtes portes avant du modèle quatre portes car la carrosserie était optimisée pour une utilisation en tant que fourgon (qui était commercialisé sous le nom de Ford Thames 300E). La porte arrière était en deux parties fendues horizontalement. La banquette arrière pouvait être rabattue à plat pour passer d'une voiture quatre places à un porte-charge. Jusqu'en 1957, il y avait des pièces de boiseries vissées sur les côtés du véhicule[citation nécessaire].
Le Squire était en concurrence dans le même segment de marché que les breaks basés sur l'Hillman Husky et l'Austin A30/A35, tous deux nettement plus populaires que les breaks plus longs de l'époque au Royaume-Uni. La production totale était de 17 812 voitures.
Le magazine britannique The Motor a testé un Squire en 1955, enregistrant une vitesse de pointe de 69,9 mi/h (112,5 km/h), une accélération de 0-50 mi/h (80 km/h) en 20,2 secondes, et une consommation de carburant de 35,7 miles par gallon impériaux (7,9 L aux 100 km; 29,7 miles par gallons US). La voiture d'essai (avec le chauffage en option) coûtait 668 £, taxes comprises.

## Ford Escort
Le Ford Escort était un break mécaniquement identique avec le niveau de finition inférieur de la Ford Anglia. Il s'est avéré plus populaire, et un total de 33 131 Escort ont été produits entre 1955 et 1961. La production de l'Escort s'est poursuivie jusqu'en 1961, soit deux ans de plus que le Squire.
Le nom Escort a ensuite été utilisé en 1968 par Ford Europe sur une autre petite voiture, et une variante nord-américaine a été introduite en 1980.

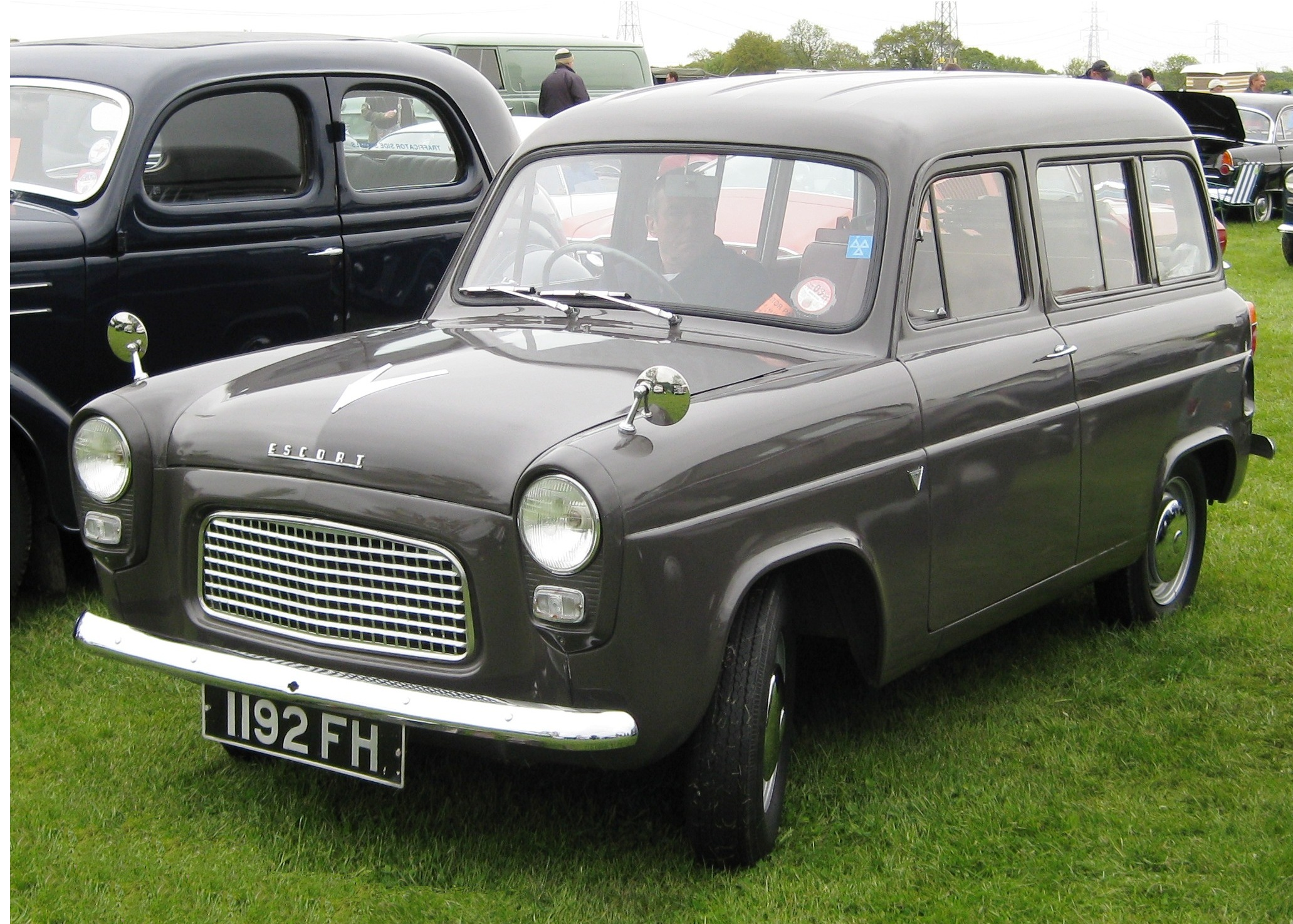
A less expensive variant of the Ford Squire was branded as the Ford Escort.